# Peter Čerešňák
Peter Čerešňák (né le 26 janvier 1993 à Trenčín en Slovaquie) est un joueur professionnel slovaque de hockey sur glace. Il évolue au poste de défenseur.

## Biographie

### Carrière en club
Formé au Dukla Trenčín, il commence sa carrière en senior dans l'Extraliga slovaque en 2010-2011. Il est choisi au sixième tour, en cent-soixante-douzième position par les Rangers de New York lors du repêchage d'entrée dans la LNH 2011. Il est sélectionné par les Petes de Peterborough en quatrième position lors de la sélection européenne 2011 de la Ligue canadienne de hockey. Il part alors en Amérique du Nord et évolue deux saisons dans la Ligue de hockey de l'Ontario. En 2013, il passe professionnel avec son club formateur. Un an plus tard, il signe au HC Vítkovice dans l'Extraliga tchèque. Il rejoint le HC Plzeň en 2016.

### Carrière internationale
Il représente la Slovaquie au niveau international. Il prend part aux sélections jeunes. Il participe à son premier championnat du monde senior en 2014. Il est sélectionné pour les Jeux olympiques de 2018 et de 2022 durant lesquels la Slovaquie remporte la médaille de bronze.

## Statistiques

### En club
| Saison    | Équipe                | Ligue              |    | Saison régulière | Saison régulière | Saison régulière | Saison régulière | Saison régulière |   | Séries éliminatoires | Séries éliminatoires | Séries éliminatoires | Séries éliminatoires | Séries éliminatoires |
| Saison    | Équipe                | Ligue              | PJ | B                | A                | Pts              | Pun              | PJ               | B | A                    | Pts                  | Pun                  |                      |                      |
| 2010-2011 | Dukla Trenčín         | Extraliga slovaque | 7  | 0                | 0                | 0                | 0                | -                | - | -                    | -                    | -                    |                      |                      |
| 2010-2011 | HK Orange 20          | Extraliga slovaque | 25 | 1                | 3                | 4                | 16               | -                | - | -                    | -                    | -                    |                      |                      |
| 2011-2012 | Petes de Peterborough | LHO                | 61 | 6                | 9                | 15               | 34               | -                | - | -                    | -                    | -                    |                      |                      |
| 2012-2013 | Petes de Peterborough | LHO                | 56 | 3                | 9                | 12               | 24               | -                | - | -                    | -                    | -                    |                      |                      |
| 2013-2014 | Dukla Trenčín         | Extraliga slovaque | 56 | 3                | 16               | 19               | 24               | -                | - | -                    | -                    | -                    |                      |                      |
| 2014-2015 | HC Vítkovice          | Extraliga tchèque  | 48 | 2                | 6                | 8                | 14               | 4                | 0 | 1                    | 1                    | 0                    |                      |                      |
| 2015-2016 | HC Vítkovice          | Extraliga tchèque  | 45 | 2                | 20               | 22               | 18               | 6                | 0 | 3                    | 3                    | 0                    |                      |                      |
| 2016-2017 | HC Plzeň              | Extraliga tchèque  | 52 | 1                | 6                | 7                | 14               | 11               | 3 | 3                    | 6                    | 6                    |                      |                      |
| 2017-2018 | HC Plzeň              | Extraliga tchèque  | 43 | 1                | 7                | 8                | 12               | 10               | 0 | 2                    | 2                    | 0                    |                      |                      |
| 2018-2019 | HC Plzeň              | Extraliga tchèque  | 39 | 7                | 14               | 21               | 8                | 14               | 0 | 8                    | 8                    | 4                    |                      |                      |
| 2019-2020 | HC Plzeň              | Extraliga tchèque  | 52 | 5                | 15               | 20               | 34               | -                | - | -                    | -                    | -                    |                      |                      |
| 2020-2021 | HC Plzeň              | Extraliga tchèque  | 44 | 9                | 9                | 18               | 26               | -                | - | -                    | -                    | -                    |                      |                      |
| 2021-2022 | HC Plzeň              | Extraliga tchèque  | 50 | 6                | 34               | 40               | 24               | 5                | 1 | 4                    | 5                    | 2                    |                      |                      |
| 2022-2023 | HC Dynamo Pardubice   | Extraliga tchèque  | 48 | 8                | 21               | 29               | 18               | 11               | 2 | 5                    | 7                    | 4                    |                      |                      |
| 2023-2024 | HC Dynamo Pardubice   | Extraliga tchèque  | 51 | 8                | 29               | 37               | 20               | 16               | 2 | 8                    | 10                   | 4                    |                      |                      |

### En équipe nationale
| Année | Équipe            | Compétition                  |   | PJ | B | A | Pts | Pun | +/-                |  | Résultat |
| 2010  | Slovaquie -18 ans | Championnat du monde -18 ans | 6 | 0  | 0 | 0 | 6   | -3  | 8e place           |  |          |
| 2011  | Slovaquie -18 ans | Championnat du monde -18 ans | 6 | 0  | 1 | 1 | 0   | -6  | 10e place          |  |          |
| 2011  | Slovaquie junior  | Championnat du monde junior  | 6 | 0  | 0 | 0 | 2   | -3  | 8e place           |  |          |
| 2012  | Slovaquie junior  | Championnat du monde junior  | 6 | 0  | 0 | 0 | 2   | -4  | 6e place           |  |          |
| 2013  | Slovaquie junior  | Championnat du monde junior  | 6 | 1  | 2 | 3 | 0   | +3  | 8e place           |  |          |
| 2014  | Slovaquie         | Championnat du monde         | 7 | 0  | 0 | 0 | 2   | -2  | 9e place           |  |          |
| 2017  | Slovaquie         | Championnat du monde         | 7 | 1  | 2 | 3 | 4   | -1  | 14e place          |  |          |
| 2018  | Slovaquie         | Jeux olympiques              | 4 | 2  | 2 | 4 | 2   | 0   | 11e place          |  |          |
| 2022  | Slovaquie         | Jeux olympiques              | 7 | 0  | 5 | 5 | 2   | +2  | Médaille de bronze |  |          |
| 2022  | Slovaquie         | Championnat du monde         | 8 | 0  | 1 | 1 | 0   | +1  | 8e place           |  |          |
| 2024  | Slovaquie         | Championnat du monde         | 8 | 0  | 0 | 0 | 4   | -4  | 7e place           |  |          |